# Église Sainte-Blandine de Castet-Arrouy
Pour les articles homonymes, voir Église Sainte-Blandine et Sainte-Blandine.
L’église Sainte-Blandine de Castet-Arrouy est une église catholique située à Castet-Arrouy (Gers).

## Historique
L’église a été construite à la fin de l’époque gothique, XIVe  ou XVe siècle comme semble l’indiquer le portail, tandis que l’étage supérieur du clocher porte la date du 26 mai 1546. La nef et le chœur ont été entièrement remaniés au XIXe siècle et décorés de peintures. Elle porte le nom de sainte Blandine, martyre chrétienne du IIe siècle à Lyon.
L'église est inscrite à l'inventaire des monuments historiques depuis 1999.

## Description
La façade ouest présente, sous un auvent, une porte gothique en arc brisé, les voussures reposant sur des colonnettes par des chapiteaux assez simples. Elle conserve des traces de polychromie. Au XIXe siècle, on a ajouté sur l’extrados une frise de feuillage et trois visages de femme, deux formant culots, un autre au sommet de l’arc.
Le clocher, à base carrée, passe à l’octogone par abattement des angles, comme d’autres clochers de la région (Mauvezin, Monfort, Tournecoupe, Fleurance). Ici, la construction s’est arrêtée à un seul étage. Sur la face sud du clocher, a été implantée une sculpture romaine représentant la tête d’un homme.
Si le clocher est bâti dans un appareil soigné, le reste de l’édifice est simple, probablement bâti en moellons recouverts d’un crépi. L’abside est à pans coupés. L’intérieur est divisé en travées couvertes en croisées d’ogives. De part et d’autre deux chapelles s’ouvrant sur la nef par un arc en plein cintre forment transept. Tout l’intérieur est décoré de peintures murales décoratives et à sujets (1901), dues au peintre lectourois Paul Noël Lasseran dont c’est la production la plus attachante. Considéré au XXe siècle comme un peintre académique mineur, on reconnaît maintenant son originalité et la fraîcheur de son bestiaire fantastique. L’église contient en outre quelques statues polychromes.

### Mobilier
De nombreux objets (tableaux, statues, tabernacle) sont référencés dans la base Palissy (voir les notices liées).

## Galerie

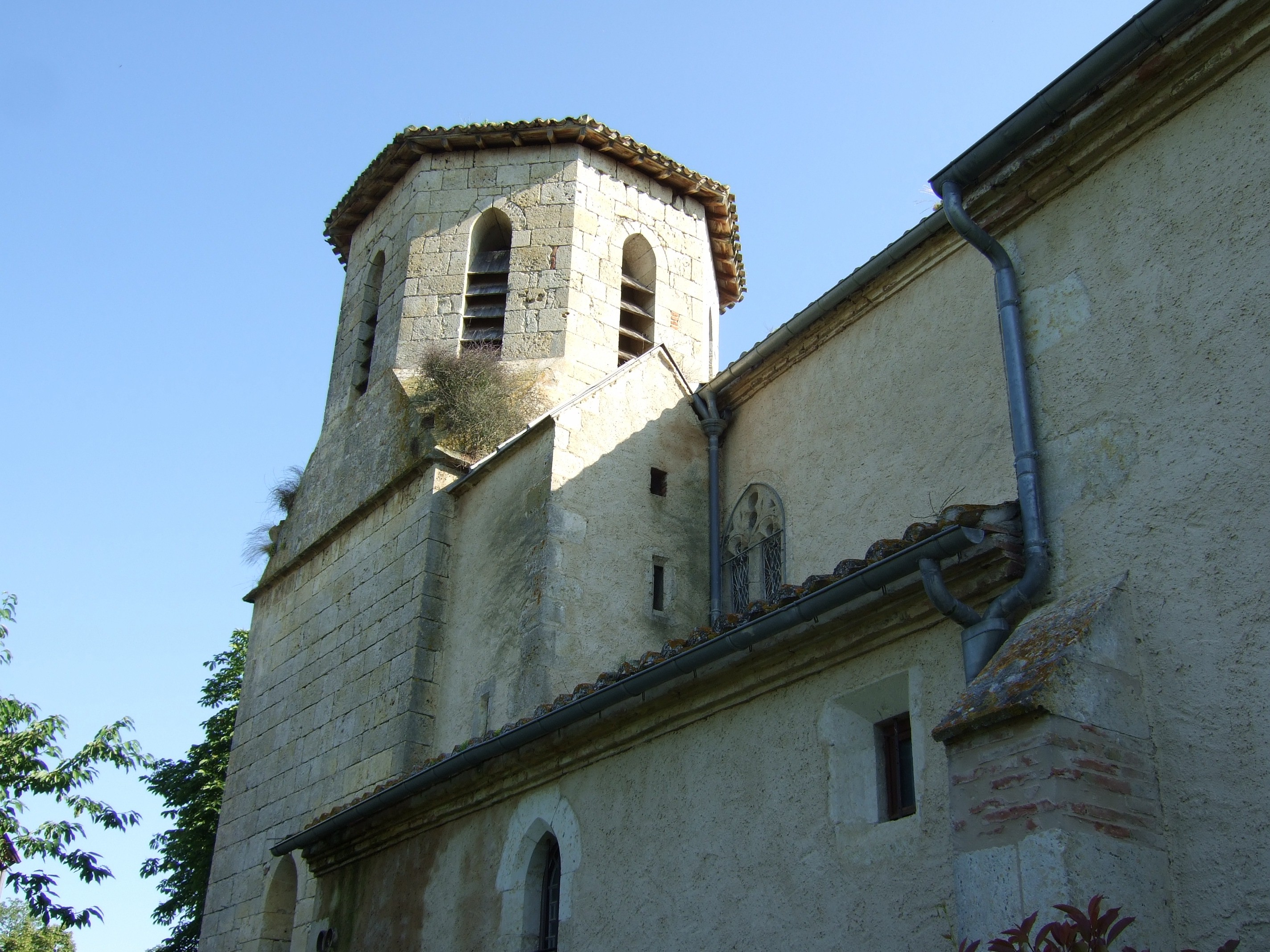
Le clocher.
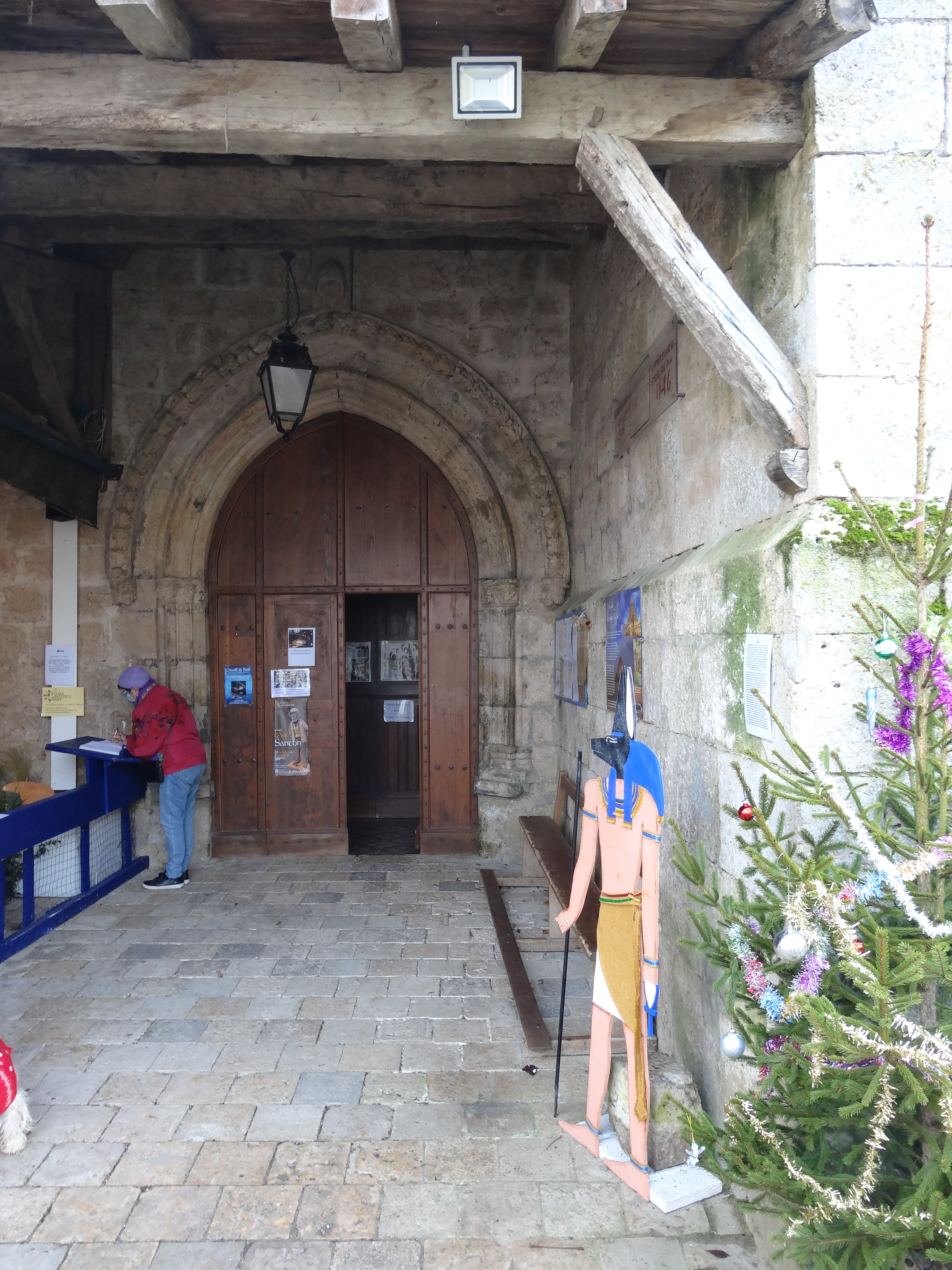
Le porche.
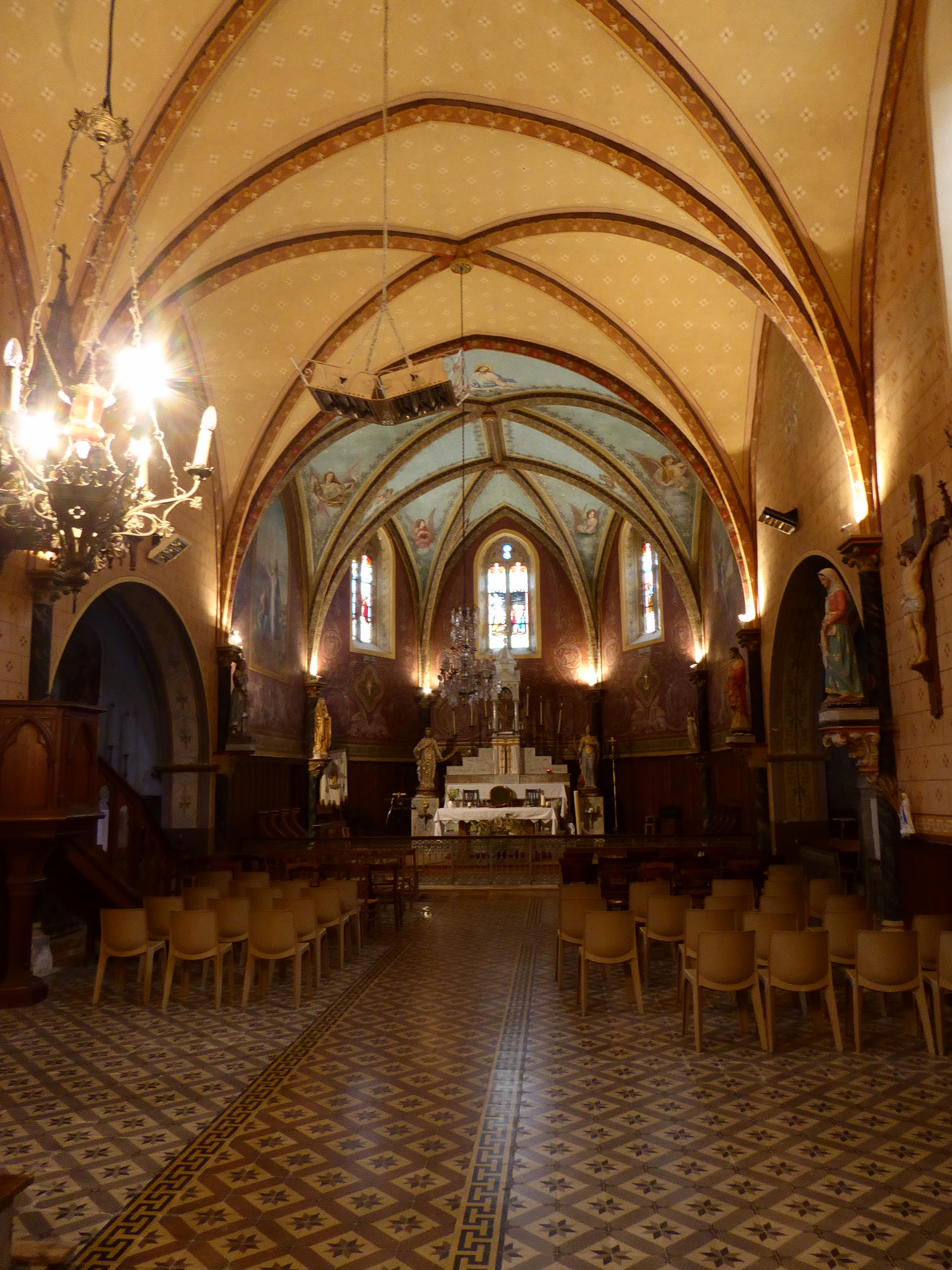
La nef et le chœur.
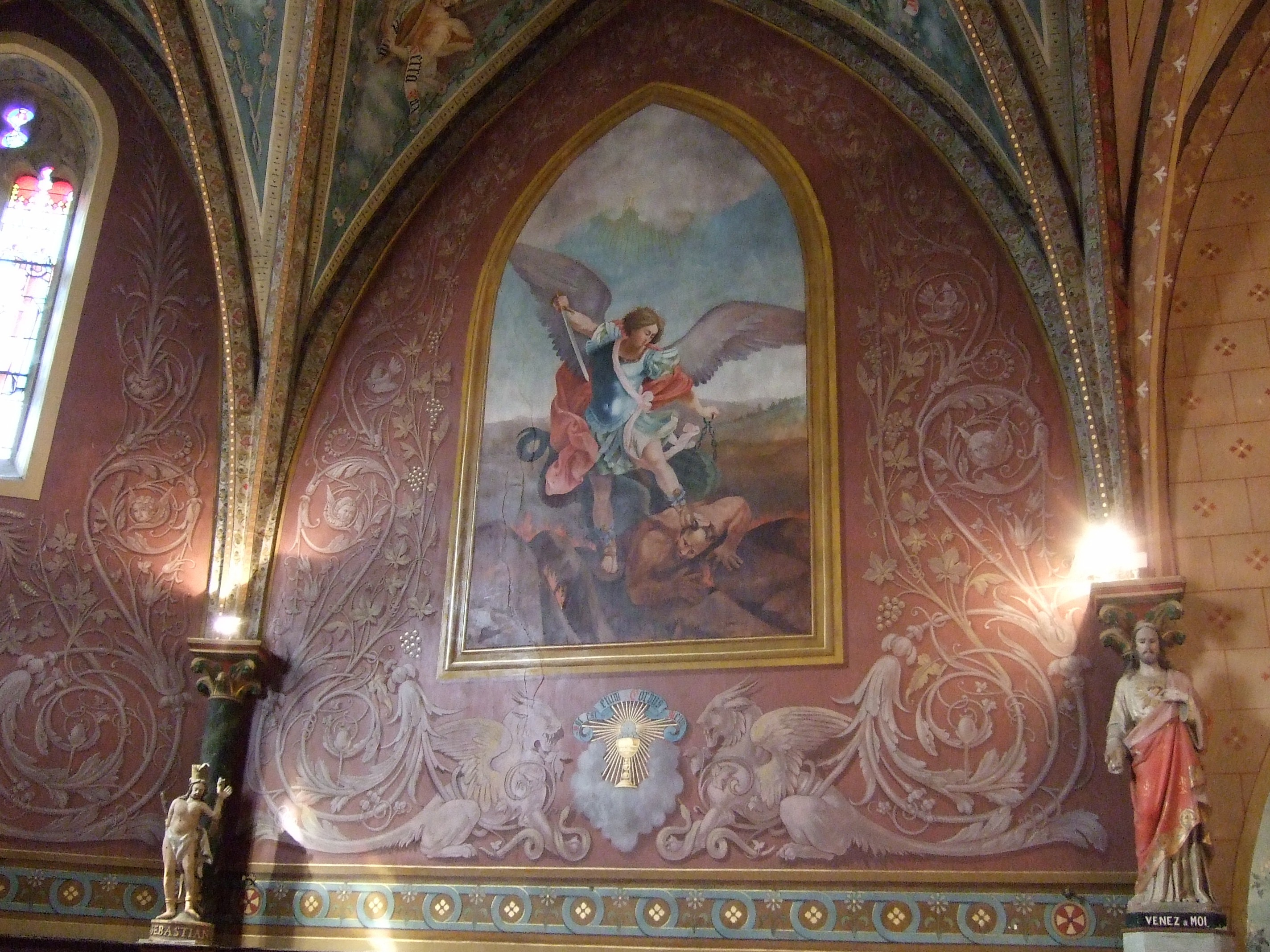
Peinture murale.
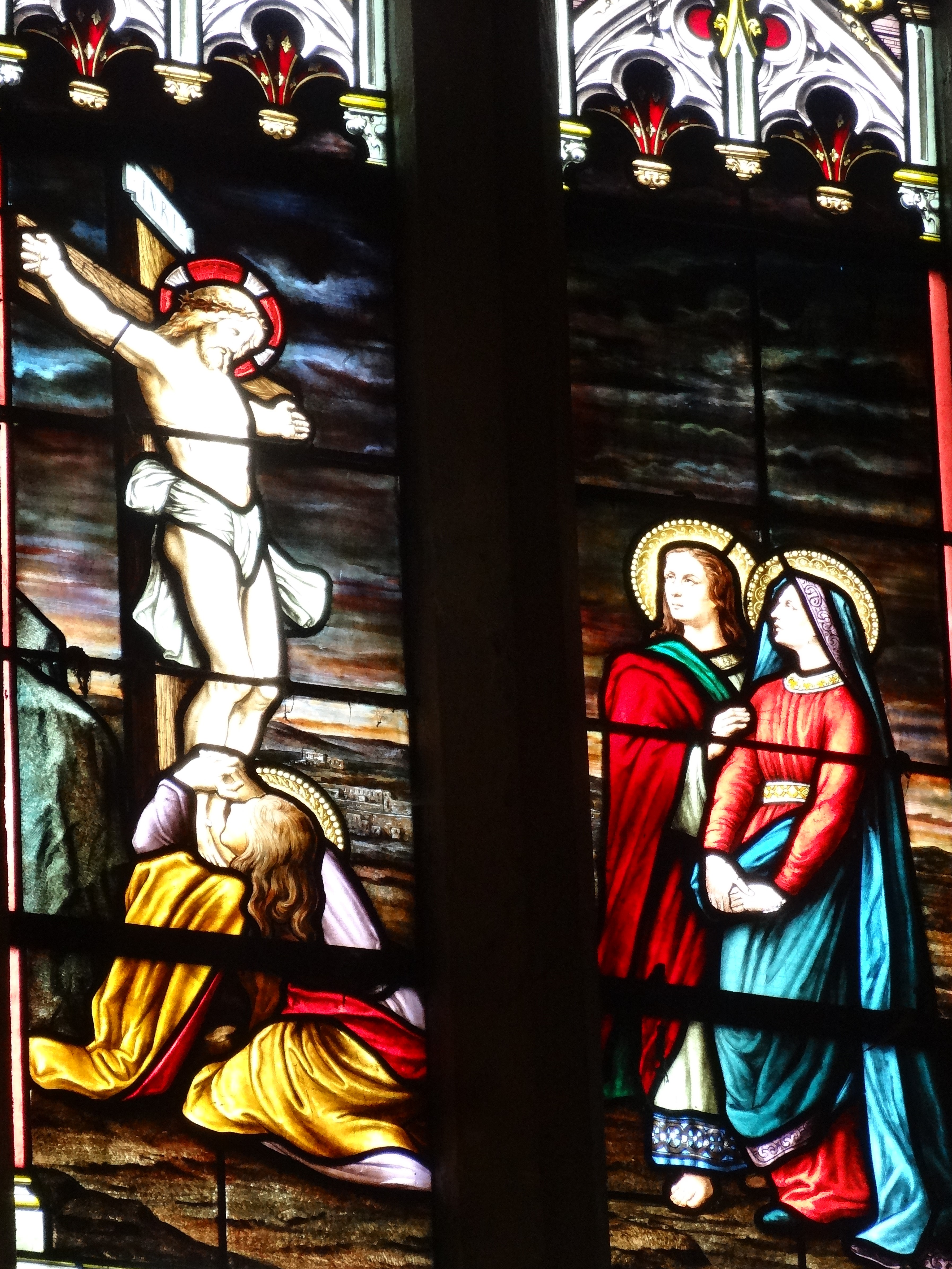
Scène de vitrail.
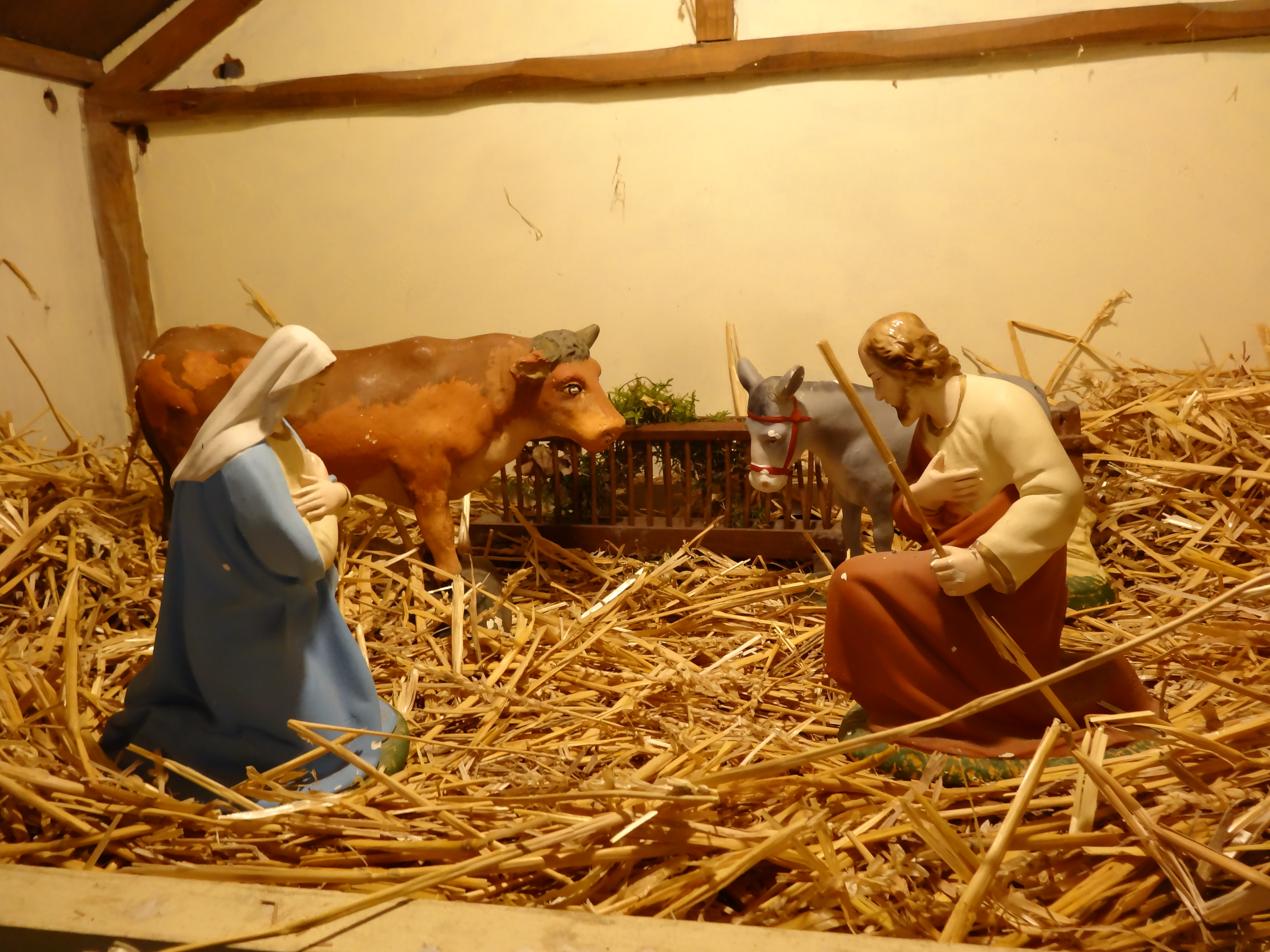
Crèche de l'église à l’occasion de la Ronde des Crèches.